# Svjetsko prvenstvo u atletici 1991.
3. Svjetsko prvenstvo u atletici održano je od 23. kolovoza do 1. rujna 1991. godine u japanskom glavnom gradu Tokiju.

## Tablica medalja
| Mjesto | Država                 | Zlato | Srebro | Bronca | Ukupno |
| ------ | ---------------------- | ----- | ------ | ------ | ------ |
| 1.     | SAD                    | 10    | 8      | 8      | 26     |
| 2.     | SSSR                   | 9     | 9      | 11     | 29     |
| 3.     | Njemačka               | 5     | 4      | 8      | 17     |
| 4.     | Kenija                 | 4     | 3      | 1      | 8      |
| 5.     | Ujedinjeno Kraljevstvo | 2     | 2      | 3      | 7      |
| 6.     | NR Kina                | 2     | 1      | 1      | 4      |
| 7.     | Alžir                  | 2     | 0      | 1      | 3      |
| 8.     | Jamajka                | 1     | 1      | 3      | 5      |
| 9.     | Finska                 | 1     | 1      | 1      | 3      |
| 10.    | Francuska              | 1     | 1      | 0      | 2      |
| 10.    | Japan                  | 1     | 1      | 0      | 2      |
| 12.    | Bugarska               | 1     | 0      | 0      | 1      |
| 12.    | Italija                | 1     | 0      | 0      | 1      |
| 12.    | Poljska                | 1     | 0      | 0      | 1      |
| 12.    | Švicarska              | 1     | 0      | 0      | 1      |
| 12.    | Zambija                | 1     | 0      | 0      | 1      |
| 17.    | Kuba                   | 0     | 2      | 0      | 2      |
| 18.    | Kanada                 | 0     | 1      | 1      | 2      |
| 18.    | Mađarska               | 0     | 1      | 1      | 2      |
| 18.    | Rumunjska              | 0     | 1      | 1      | 2      |
| 21.    | Brazil                 | 0     | 1      | 0      | 1      |
| 21.    | Džibuti                | 0     | 1      | 0      | 1      |
| 21.    | Etiopija               | 0     | 1      | 0      | 1      |
| 21.    | Namibija               | 0     | 1      | 0      | 1      |
| 21.    | Nizozemska             | 0     | 1      | 0      | 1      |
| 21.    | Norveška               | 0     | 1      | 0      | 1      |
| 21.    | Švedska                | 0     | 1      | 0      | 1      |
| 28.    | Maroko                 | 0     | 0      | 2      | 2      |
| 29.    | Španjolska             | 0     | 0      | 1      | 1      |

## Rezultati

### Trkačke discipline

#### 100 m
| Mjesto | Država                 | Atletičar               | Vrijeme   |
| ------ | ---------------------- | ----------------------- | --------- |
| 1.     | SAD                    | Carl Lewis              | 9,86 (WR) |
| 2.     | SAD                    | Leroy Burrell           | 9,88      |
| 3.     | SAD                    | Dennis Mitchell         | 9,91      |
| 4.     | Ujedinjeno Kraljevstvo | Linford Christie        | 9,92 (ER) |
| 5.     | Namibija               | Frankie Fredericks      | 9,95 (AF) |
| 6.     | Jamajka                | Ray Stewart             | 9,96 (NR) |
| 7.     | Brazil                 | Robson Caetano Da Silva | 10,12     |
| 8.     | Kanada                 | Bruny Surin             | 10,14     |

| Mjesto | Država   | Atletičarka           | Vrijeme |
| ------ | -------- | --------------------- | ------- |
| 1.     | Njemačka | Katrin Krabbe         | 10,99   |
| 2.     | SAD      | Gwen Torrence         | 11,03   |
| 3.     | Jamajka  | Merlene Ottey         | 11,06   |
| 4.     | SSSR     | Irina Privalova       | 11,16   |
| 5.     | SAD      | Evelyn Ashford        | 11,30   |
| 6.     | Jamajka  | Juliet Cuthbert       | 11,33   |
| 7.     | Nigerija | Mary Onyali           | 11,39   |
| 8.     | SAD      | Carlette Guidry-White | 11,52   |

#### 200 m
| Mjesto | Država    | Atletičar               | Vrijeme |
| ------ | --------- | ----------------------- | ------- |
| 1.     | SAD       | Michael Johnson         | 20,01   |
| 2.     | Namibija  | Frankie Fredericks      | 20,34   |
| 3.     | Kanada    | Atlee Mahorn            | 20,49   |
| 4.     | Brazil    | Robson Caetano Da Silva | 20,49   |
| 5.     | Nigerija  | Olapade Adeniken        | 20,51   |
| 6.     | Francuska | Jean-Charles Trouabal   | 20,58   |
| 7.     | Bugarska  | Nikolay Antonov         | 20,59   |
| 8.     | SSSR      | Aleksandr Sokolov       | 20,78   |

| Mjesto | Država   | Atletičarka            | Vrijeme |
| ------ | -------- | ---------------------- | ------- |
| 1.     | Njemačka | Katrin Krabbe          | 22,09   |
| 2.     | SAD      | Gwen Torrence          | 22,16   |
| 3.     | Jamajka  | Merlene Ottey          | 22,21   |
| 4.     | SSSR     | Irina Privalova        | 22,28   |
| 5.     | SSSR     | Galina Malchugina      | 22,66   |
| 6.     | SAD      | Dannette Young-Stone   | 22,87   |
| 7.     | Bahami   | Pauline Davis-Thompson | 22,90   |
| 8.     | SSSR     | Yelena Vinogradova     | 23,10   |

#### 400 m
| Mjesto | Država                 | Atletičar         | Vrijeme |
| ------ | ---------------------- | ----------------- | ------- |
| 1.     | SAD                    | Antonio Pettigrew | 44,57   |
| 2.     | Ujedinjeno Kraljevstvo | Roger Black       | 44,62   |
| 3.     | SAD                    | Danny Everett     | 44,63   |
| 4.     | Kuba                   | Roberto Hernández | 44,86   |
| 5.     | SAD                    | Andrew Valmon     | 45,09   |
| 6.     | Trinidad i Tobago      | Ian Morris        | 45,12   |
| 7.     | Japan                  | Susumu Takano     | 45,39   |
| 8.     | Australija             | Mark Garner       | 45,47   |

| Mjesto | Država     | Atletičarka             | Vrijeme |
| ------ | ---------- | ----------------------- | ------- |
| 1.     | Francuska  | Marie-José Perec        | 49,13   |
| 2.     | Njemačka   | Grit Breuer             | 49,42   |
| 3.     | Španjolska | Sandra Myers            | 49,78   |
| 4.     | SSSR       | Olga Vladykina-Bryzgina | 49,82   |
| 5.     | SAD        | Jearl Miles-Clark       | 50,50   |
| 6.     | Kolumbija  | Ximena Restrepo         | 50,79   |
| 7.     | SAD        | Lillie Leatherwood      | 51,53   |
| 8.     | SAD        | Diane Dixon             | 51,73   |

#### 800 m
| Mjesto | Država     | Atletičar         | Vrijeme |
| ------ | ---------- | ----------------- | ------- |
| 1.     | Kenija     | Billy Konchellah  | 1.43,99 |
| 2.     | Brazil     | José Luiz Barbosa | 1.44,24 |
| 3.     | SAD        | Mark Everett      | 1.44,67 |
| 4.     | Kenija     | Paul Ereng        | 1.44,75 |
| 5.     | Poljska    | Piotr Piekarski   | 1.45,44 |
| 6.     | SAD        | Johnny Gray       | 1.45,67 |
| 7.     | SSSR       | Andrey Sudnik     | 1.46,36 |
| 8.     | Španjolska | Tomás de Teresa   | 1.47,65 |

| Mjesto | Država                 | Atletičarka         | Vrijeme      |
| ------ | ---------------------- | ------------------- | ------------ |
| 1.     | SSSR                   | Liliya Nurutdinova  | 1.57,50      |
| 2.     | Kuba                   | Ana Fidelia Quirot  | 1.57,55      |
| 3.     | Rumunjska              | Ella Kovacs         | 1.57,58      |
| 4.     | Mozambik               | Maria Mutola        | 1.57,63      |
| 5.     | Surinam                | Letitia Vriesde     | 1.58,25 (ZA) |
| 6.     | Njemačka               | Christine Wachtel   | 1.58,90      |
| 7.     | Ujedinjeno Kraljevstvo | Ann Williams        | 2.01,01      |
| 8.     | SSSR                   | Svetlana Masterkova | 2.02,92      |

#### 1 500 m
| Mjesto | Država     | Atletičar          | Vrijeme      |
| ------ | ---------- | ------------------ | ------------ |
| 1.     | Alžir      | Noureddine Morceli | 3.32,84 (KR) |
| 2.     | Kenija     | Wilfred Kirochi    | 3.34,84      |
| 3.     | Njemačka   | Hauke Fuhlbrügge   | 3.35,28      |
| 4.     | Njemačka   | Jens-Peter Herold  | 3.35,37      |
| 5.     | Španjolska | Fermín Cacho       | 3.35,62      |
| 6.     | Portugal   | Mário Silva        | 3.35,76      |
| 7.     | Kenija     | David Kibet        | 3.36,03      |
| 8.     | Italija    | Gennaro Di Napoli  | 3.36,56      |

| Mjesto | Država                 | Atletičarka                  | Vrijeme |
| ------ | ---------------------- | ---------------------------- | ------- |
| 1.     | Alžir                  | Hassiba Boulmerka            | 4.02,21 |
| 2.     | SSSR                   | Tatyana Samolenko-Dorovskikh | 4.02,58 |
| 3.     | SSSR                   | Ljoedmila Rogatsjova         | 4.02,72 |
| 4.     | Rumunjska              | Doina Melinte                | 4.03,19 |
| 5.     | Njemačka               | Ellen Kiessling              | 4.04,75 |
| 6.     | Ujedinjeno Kraljevstvo | Kirsty Wade                  | 4.05,16 |
| 7.     | Kenija                 | Susan Sirma                  | 4.05,47 |
| 8.     | Poljska                | Malgorzata Rydz              | 4.05,52 |

#### 5 000 m / 3 000 m
| Mjesto | Država   | Atletičar       | Vrijeme       |
| ------ | -------- | --------------- | ------------- |
| 1.     | Kenija   | Yobes Ondieki   | 13.14,45 (KR) |
| 2.     | Etiopija | Fita Bayissa    | 13.16,64      |
| 3.     | Maroko   | Brahim Boutayeb | 13.22,70      |
| 4.     | Njemačka | Dieter Baumann  | 13.28,67      |
| 5.     | Portugal | Domingos Castro | 13.28,88      |
| 6.     | Maroko   | Khalid Skah     | 13.32,90      |
| 7.     | Finska   | Risto Ulmala    | 13.33,46      |
| 8.     | Portugal | Dionisio Castro | 13.35,39      |

| Mjesto | Država    | Atletičarka                  | Vrijeme      |
| ------ | --------- | ---------------------------- | ------------ |
| 1.     | SSSR      | Tatyana Samolenko-Dorovskikh | 8.35,82      |
| 2.     | SSSR      | Jelena Romanova              | 8.36,06      |
| 3.     | Kenija    | Susan Sirma                  | 8.39,41 (AF) |
| 4.     | Finska    | Päivi Tikkanen               | 8.41,30      |
| 5.     | Rumunjska | Margareta Keszeg             | 8.42,02      |
| 6.     | Italija   | Roberta Brunet               | 8.42,64      |
| 7.     | SAD       | Judi St Hilaire              | 8.44,02      |
| 8.     | SAD       | Annette Peters               | 8.44,02      |

#### 10 000 m
| Mjesto | Država                 | Atletičar           | Vrijeme  |
| ------ | ---------------------- | ------------------- | -------- |
| 1.     | Kenija                 | Moses Tanui         | 27.38,74 |
| 2.     | Kenija                 | Richard Chelimo     | 27.39,41 |
| 3.     | Maroko                 | Khalid Skah         | 27.41,74 |
| 4.     | Kenija                 | Thomas Osano        | 27.53,66 |
| 5.     | Ujedinjeno Kraljevstvo | Richard Nerurkar    | 27.57,14 |
| 6.     | Burundi                | Aloÿs Nizigama      | 28.03,03 |
| 7.     | Ruanda                 | Mathias Ntawulikura | 28.10,38 |
| 8.     | Maroko                 | Hammou Boutayeb     | 28.12,77 |

| Mjesto | Država                 | Atletičarka                    | Vrijeme  |
| ------ | ---------------------- | ------------------------------ | -------- |
| 1.     | Ujedinjeno Kraljevstvo | Liz Lynch-McColgan             | 31.14,31 |
| 2.     | NR Kina                | Zhong Huandi                   | 31.35,08 |
| 3.     | NR Kina                | Wang Xiuting                   | 31.35,99 |
| 4.     | Njemačka               | Kathrin Ullrich-Wessel         | 31.38,96 |
| 5.     | SAD                    | Lynn Jennings                  | 31.54,44 |
| 6.     | Njemačka               | Uta Pippig                     | 31.55,68 |
| 7.     | Norveška               | Ingrid Christensen-Kristiansen | 32.10,75 |
| 8.     | Etiopija               | Derartu Tulu                   | 32.16,55 |

#### Maraton
| Mjesto | Država  | Atletičar         | Vrijeme |
| ------ | ------- | ----------------- | ------- |
| 1.     | Japan   | Hiromi Taniguchi  | 2:14.57 |
| 2.     | Džibuti | Ahmed Salah       | 2:15.26 |
| 3.     | SAD     | Steve Spence      | 2:15.36 |
| 4.     | Poljska | Jan Huruk         | 2:15.47 |
| 5.     | Japan   | Futoshi Shinohara | 2:15.52 |
| 6.     | Italija | Salvatore Bettiol | 2:15.58 |
| 7.     | Meksiko | Maurilio Castillo | 2:16.15 |
| 8.     | Italija | Gelindo Bordin    | 2:17.03 |

| Mjesto | Država    | Atletičarka         | Vrijeme |
| ------ | --------- | ------------------- | ------- |
| 1.     | Poljska   | Wanda Panfil        | 2:29.53 |
| 2.     | Japan     | Sachiko Yamashita   | 2:29.57 |
| 3.     | Njemačka  | Katrin Dörre-Heinig | 2:30.10 |
| 4.     | Japan     | Yuko Arimori        | 2:31.08 |
| 5.     | Francuska | Maria Rebelo-Lelut  | 2:32.05 |
| 6.     | Poljska   | Kamila Gradus       | 2:32.09 |
| 7.     | Portugal  | Maria Machado       | 2:32.33 |
| 8.     | SSSR      | Ramilya Burangulova | 2:33.00 |

#### 20 km / 10 km brzo hodanje
| Mjesto | Država     | Atletičar              | Vrijeme      |
| ------ | ---------- | ---------------------- | ------------ |
| 1.     | Italija    | Maurizio Damilano      | 1:19.37 (KR) |
| 2.     | SSSR       | Michail Sjtsjennikov   | 1:19.46      |
| 3.     | SSSR       | Yevgeniy Misyulya      | 1:20.22      |
| 4.     | Italija    | Giovanni De Benedictis | 1:20.29      |
| 5.     | Španjolska | Valentí Massana        | 1:20.29      |
| 6.     | Njemačka   | Robert Ihly            | 1:20.52      |
| 7.     | Italija    | Walter Arena           | 1:21.01      |
| 8.     | NR Kina    | Li Mingcai             | 1:21.15 (AS) |

| Mjesto | Država     | Atletičarka            | Vrijeme    |
| ------ | ---------- | ---------------------- | ---------- |
| 1.     | SSSR       | Alina Ivanova          | 42.57 (KR) |
| 2.     | Švedska    | Madelein Svensson      | 43.13      |
| 3.     | Finska     | Sari Essayah           | 43.13      |
| 4.     | SSSR       | Irina Strakhova        | 43.40      |
| 5.     | Australija | Kerry Saxby-Junna      | 44.02      |
| 6.     | Meksiko    | Maria Graciela Mendoza | 44.03      |
| 7.     | Italija    | Ileana Salvador        | 44.09      |
| 8.     | NR Kina    | Chen Yueling           | 44.11      |

#### 50 km brzo hodanje
| Mjesto | Država    | Atletičar           | Vrijeme |
| ------ | --------- | ------------------- | ------- |
| 1.     | SSSR      | Aleksandr Potashov  | 3:53.09 |
| 2.     | SSSR      | Andrej Perlov       | 3:53.09 |
| 3.     | Njemačka  | Hartwig Gauder      | 3:55.14 |
| 4.     | SSSR      | Vitaliy Popovich    | 4h00.10 |
| 5.     | Finska    | Valentin Kononen    | 4h02.34 |
| 6.     | Italija   | Giuseppe De Gaetano | 4h03.43 |
| 7.     | Japan     | Fumio Imamura       | 4h06.07 |
| 8.     | Francuska | René Piller         | 4h06.30 |

#### 110 m / 100 m s preponama
| Mjesto | Država                 | Atletičar           | Vrijeme |
| ------ | ---------------------- | ------------------- | ------- |
| 1.     | SAD                    | Greg Foster         | 13,06   |
| 2.     | SAD                    | Jack Pierce         | 13,06   |
| 3.     | Ujedinjeno Kraljevstvo | Tony Jarrett        | 13,25   |
| 4.     | Kanada                 | Mark McKoy          | 13,30   |
| 5.     | Francuska              | Dan Philibert       | 13,33   |
| 6.     | Rusija                 | Vladimir Shishkin   | 13,39   |
| 7.     | Njemačka               | Florian Schwarthoff | 13,41   |
| 8.     | NR Kina                | Tong Li             | 13,46   |

| Mjesto | Država    | Atletičarka          | Vrijeme |
| ------ | --------- | -------------------- | ------- |
| 1.     | SSSR      | Ludmila Narozhilenko | 12,59   |
| 2.     | SAD       | Gail Devers          | 12,63   |
| 3.     | SSSR      | Natalya Grigoryeva   | 12,69   |
| 4.     | Francuska | Monique Ewanje-Epée  | 12,84   |
| 5.     | Švicarska | Julie Baumann        | 12,88   |
| 6.     | Francuska | Florence Colle       | 13,01   |
| 7.     | Kuba      | Aliuska López        | 13,06   |
| 8.     | Njemačka  | Kristin Patzwahl     | 13,07   |

#### 400 m s preponama
| Mjesto | Država                 | Atletičar         | Vrijeme    |
| ------ | ---------------------- | ----------------- | ---------- |
| 1.     | Zambija                | Samuel Matete     | 47,64      |
| 2.     | Jamajka                | Winthrop Graham   | 47,74 (NR) |
| 3.     | Ujedinjeno Kraljevstvo | Kriss Akabusi     | 47,86 (NR) |
| 4.     | SAD                    | Kevin Young       | 48,01      |
| 5.     | SAD                    | Danny Harris      | 48,46      |
| 6.     | SAD                    | Derrick Adkins    | 49,28      |
| 7.     | Kenija                 | Erick Keter       | 49,99      |
| 8.     | Švedska                | Niklas Wallenlind | 50,28      |

| Mjesto | Država                 | Atletičarka                    | Vrijeme    |
| ------ | ---------------------- | ------------------------------ | ---------- |
| 1.     | SSSR                   | Tatjana Ledovskaja             | 53,11 (KR) |
| 2.     | Ujedinjeno Kraljevstvo | Sally Gunnell                  | 53,16 (NR) |
| 3.     | SAD                    | Janeene Vickers                | 53,47      |
| 4.     | SAD                    | Sandra Farmer-Patrick          | 53,95      |
| 5.     | SAD                    | Kim Batten                     | 53,98      |
| 6.     | Švicarska              | Anita Protti                   | 54,25      |
| 7.     | Njemačka               | Heike Meissner                 | 55,26      |
| 8.     | SSSR                   | Margarita Khromova-Ponomaryova | 55,27      |

#### 3 000 m s preponama
| Mjesto | Država  | Atletičar         | Vrijeme |
| ------ | ------- | ----------------- | ------- |
| 1.     | Kenija  | Moses Kiptanui    | 8.12,59 |
| 2.     | Kenija  | Patrick Sang      | 8.13,44 |
| 3.     | Alžir   | Azzedine Brahmi   | 8.15,54 |
| 4.     | Kenija  | Julius Kariuki    | 8.16,81 |
| 5.     | SAD     | Brian Diemer      | 8.17,76 |
| 6.     | Maroko  | Abdelaziz Sahere  | 8.19,40 |
| 7.     | Italija | Angelo Carosi     | 8.20,80 |
| 8.     | Italija | Francesco Panetta | 8.26,79 |

#### 4x100 m štafeta
| Mjesto | Država                 | Atletičari                                                           | Vrijeme    |
| ------ | ---------------------- | -------------------------------------------------------------------- | ---------- |
| 1.     | SAD                    | Andre Cason Leroy Burrell Dennis Mitchell Carl Lewis                 | 37,50 (WR) |
| 2.     | Francuska              | Max Morinière Daniel Sangouma Jean-Charles Trouabal Bruno Marie-Rose | 37,87      |
| 3.     | Ujedinjeno Kraljevstvo | Tony Jarrett John Regis Darren Braithwaite Linford Christie          | 38,09      |
| 4.     | Nigerija               | George Ogbeide Olapade Adeniken Victor Omagbemi Davidson Ezinwa      | 38,43 (AF) |
| 5.     | Italija                | Mario Longo Ezio Madonia Sandro Floris Stefano Tilli                 | 38,52      |
| 6.     | Jamajka                | Dennis Mowatt Ray Stewart Michael Green John Mair                    | 38,67      |
| 7.     | SSSR                   | Wiktor Brysgin Alexander Sokolow Oleg Kramarenko Witali Sawin        | 38,68      |
| 8.     | Kanada                 | Ben Johnson Mike Dwyer Cyprian Enweani Peter Ogilvie                 | 39,51      |

| Mjesto | Država     | Atletičarke                                                         | Vrijeme |
| ------ | ---------- | ------------------------------------------------------------------- | ------- |
| 1.     | Jamajka    | Dahlia Duhaney Juliet Cuthbert Beverly McDonald Merlene Ottey       | 41,94   |
| 2.     | SSSR       | Natalya Kovtun Galina Malchugina Yelena Vinogradova Irina Privalova | 42,20   |
| 3.     | Njemačka   | Grit Breuer Katrin Krabbe Sabine Richter Heike Daute-Drechsler      | 42,33   |
| 4.     | Nigerija   | Beatrice Utondu Rufina Ubah Christy Opara-Thompson Mary Onyali      | 42,77   |
| 5.     | Francuska  | Laurence Bily Maguy Nestoret Valérie Jean-Charles Marie-José Perec  | 43,34   |
| 6.     | Kuba       | Eusebia Riquelme Aliuska López Julia Duporty Liliana Allen          | 43,75   |
| 7.     | Italija    | Marisa Masullo Donatella Dal Bianco Daniela Ferrian Rossella Tarolo | 43,76   |
| 8.     | Australija | Monique Dunstan Kathy Sambell Melissa Moore Kerry Johnson           | 43,79   |

#### 4x400 m štafeta
| Mjesto | Država                 | Atletičari                                                    | Vrijeme      |
| ------ | ---------------------- | ------------------------------------------------------------- | ------------ |
| 1.     | Ujedinjeno Kraljevstvo | Roger Black Derek Redmond John Regis Kriss Akabusi            | 2.57,53 (ER) |
| 2.     | SAD                    | Andrew Valmon Quincy Watts Danny Everett Antonio Pettigrew    | 2.57,57      |
| 3.     | Jamajka                | Patrick O'Connor Devon Morris Winthrop Graham Seymour Fagan   | 3.00,10      |
| 4.     | Jugoslavija            | Dejan Jovković Nenad Djurović Ismail Macev Slobodan Branković | 3.00,32      |
| 5.     | Kenija                 | Samson Kitur Simon Kemboi Charles Gitonga Simon Kipkemboi     | 3.00,34      |
| 6.     | Njemačka               | Klaus Just Rico Lieder Norbert Dobeleit Jens Carlowitz        | 3.00,75      |
| 7.     | Maroko                 | Abdelali Kasbane Ali Dahane Bouchaib Belkaid Benyounés Lahlou | 3.04,49      |
| 8.     | Kuba                   | Agustin Pavo Hector Herrera Jorge Valentin Lazaro Martínez    | 3.05,33      |

| Mjesto | Država                 | Atletičarke                                                        | Vrijeme |
| ------ | ---------------------- | ------------------------------------------------------------------ | ------- |
| 1.     | SSSR                   | Tatjana Ledovskaja Lyudmila Dzhigalova Olga Nazarova Olga Bryzgina | 3.18,43 |
| 2.     | SAD                    | Rochelle Stevens Diane Dixon Jearl Miles-Clark Lillie Leatherwood  | 3.20,15 |
| 3.     | Njemačka               | Uta Rohländer Katrin Krabbe Christine Wachtel Grit Breuer          | 3.21,25 |
| 4.     | Ujedinjeno Kraljevstvo | Lorraine Hanson Phylis Smith Sally Gunnell Linda Keough            | 3.22,01 |
| 5.     | Nigerija               | Fatima Yusuf Mary Onyali Airat Bakare Charity Opara                | 3.24,45 |
| 6.     | Kanada                 | Rosey Edeh Karen Clarke Cheryl Allen Charmaine Crooks              | 3.27,42 |
| 7.     | Španjolska             | Julia Merino Blanca Lacambra Sandra Myers Gregoria Ferrer          | 3.27,57 |
| 8.     | Mađarska               | Edit Molnar Agnes Kozary Noemi Batori Judit Forgacs                | 3.29,07 |

### Skakačke discipline

#### Skok u vis
| Mjesto | Država                 | Atletičar        | Visina      |
| ------ | ---------------------- | ---------------- | ----------- |
| 1.     | SAD                    | Charles Austin   | 2,38 m (KR) |
| 2.     | Kuba                   | Javier Sotomayor | 2,36 m      |
| 3.     | SAD                    | Hollis Conway    | 2,36 m      |
| 4.     | Ujedinjeno Kraljevstvo | Dalton Grant     | 2,36 m (NR) |
| 5.     | Bahami                 | Troy Kemp        | 2,34 m      |
| 5.     | Kuba                   | Marino Drake     | 2,34 m      |
| 7.     | Švedska                | Patrik Sjöberg   | 2,31 m      |
| 8.     | SAD                    | Rick Noji        | 2,28 m      |

| Mjesto | Država   | Atletičarka           | Visina |
| ------ | -------- | --------------------- | ------ |
| 1.     | Njemačka | Heike Redetzky-Henkel | 2,05 m |
| 2.     | SSSR     | Jelena Jelesina       | 1,98 m |
| 3.     | SSSR     | Inha Babakova         | 1,96 m |
| 4.     | Poljska  | Beata Holub           | 1,96 m |
| 5.     | Njemačka | Birgit Kähler         | 1,93 m |
| 6.     | Bugarska | Stefka Kostadinova    | 1,93 m |
| 7.     | SSSR     | Tamara Bikova         | 1,93 m |
| 8.     | Mađarska | Judit Kovacs          | 1,90 m |

#### Skok u dalj
| Mjesto | Država     | Atletičar            | Duljina     |
| ------ | ---------- | -------------------- | ----------- |
| 1.     | SAD        | Mike Powell          | 8,95 m (WR) |
| 2.     | SAD        | Carl Lewis           | 8,91 m      |
| 3.     | SAD        | Larry Myricks        | 8,42 m      |
| 4.     | Njemačka   | Dietmar Haaf         | 8,22 m      |
| 5.     | Rumunjska  | Bogdan Tudor         | 8,06 m      |
| 6.     | Australija | David Culbert        | 8,02 m      |
| 7.     | Italija    | Giovanni Evangelisti | 8,01 m      |
| 8.     | SSSR       | Vladimir Ochkan      | 7,99 m      |

| Mjesto | Država    | Atletičarka            | Duljina |
| ------ | --------- | ---------------------- | ------- |
| 1.     | SAD       | Jackie Joyner-Kersee   | 7,32 m  |
| 2.     | Njemačka  | Heike Daute-Drechsler  | 7,29 m  |
| 3.     | SSSR      | Larisa Berezhnaya      | 7,11 m  |
| 4.     | SSSR      | Yelena Sinchukova      | 7,04 m  |
| 5.     | Njemačka  | Susen Tiedtke          | 6,77 m  |
| 6.     | Rumunjska | Marieta Ilcu           | 6,72 m  |
| 7.     | Austrija  | Ljudmila Ninova-Rudoll | 6,72 m  |
| 8.     | SSSR      | Yelena Belevskaya      | 6,69 m  |

#### Skok s motkom
| Mjesto | Država    | Atletičar         | Visina      |
| ------ | --------- | ----------------- | ----------- |
| 1.     | SSSR      | Sergej Boebka     | 5,95 m (KR) |
| 2.     | Mađarska  | István Bagyula    | 5,90 m      |
| 3.     | SSSR      | Maksim Tarasov    | 5,85 m      |
| 4.     | SSSR      | Radion Gataullin  | 5,85 m      |
| 5.     | Švedska   | Peter Widen       | 5,75 m      |
| 6.     | SAD       | Tim Bright        | 5,75 m      |
| 7.     | Austrija  | Hermann Fehringer | 5,60 m      |
| 8.     | Francuska | Thierry Vigneron  | 5,60 m      |

#### Troskok
| Mjesto | Država    | Atletičar           | Duljina |
| ------ | --------- | ------------------- | ------- |
| 1.     | SAD       | Kenny Harrison      | 17,78 m |
| 2.     | SSSR      | Leonid Voloshin     | 17,75 m |
| 3.     | SAD       | Mike Conley         | 17,62 m |
| 4.     | SSSR      | Vasiliy Sokov       | 17,28 m |
| 5.     | Švedska   | Tord Henriksson     | 17,12 m |
| 6.     | Bermudi   | Brian Wellman       | 16,98 m |
| 7.     | Kuba      | Yoelbi Quesada      | 16,94 m |
| 8.     | Francuska | Georges Sainte-Rose | 16,92 m |

### Bacačke discipline

#### Bacanje koplja
| Mjesto | Država                 | Atletičar           | Duljina |
| ------ | ---------------------- | ------------------- | ------- |
| 1.     | Finska                 | Kimmo Kinnunen      | 90,82 m |
| 2.     | Finska                 | Seppo Räty          | 88,12 m |
| 3.     | SSSR                   | Vladimir Sasimovich | 87,08 m |
| 4.     | Novi Zeland            | Gavin Lovegrove     | 84,24 m |
| 5.     | Ujedinjeno Kraljevstvo | Mick Hill           | 84,12 m |
| 6.     | Island                 | Sigurdur Einarsson  | 83,46 m |
| 7.     | Švedska                | Dag Wennlund        | 81,14 m |
| 8.     | Švedska                | Patrik Bodén        | 78,58 m |

| Mjesto | Država     | Atletičarka         | Duljina |
| ------ | ---------- | ------------------- | ------- |
| 1.     | NR Kina    | Xu Demei            | 68,78 m |
| 2.     | Njemačka   | Petra Felke-Meier   | 68,68 m |
| 3.     | Njemačka   | Silke Renk          | 66,80 m |
| 4.     | SSSR       | Natalya Cherniyenko | 65,22 m |
| 5.     | Norveška   | Trine Hattestad     | 63,36 m |
| 6.     | Australija | Louise McPaul       | 63,34 m |
| 7.     | Kuba       | Dulce García        | 62,68 m |
| 8.     | Finska     | Päivi Alafrantti    | 62,26 m |

#### Bacanje diska
| Mjesto | Država     | Atletičar          | Duljina |
| ------ | ---------- | ------------------ | ------- |
| 1.     | Njemačka   | Lars Riedel        | 66,20 m |
| 2.     | Nizozemska | Erik de Bruin      | 65,82 m |
| 3.     | Mađarska   | Attila Horváth     | 65,32 m |
| 4.     | Njemačka   | Wolfgang Schmidt   | 64,76 m |
| 5.     | SAD        | Mike Buncic        | 64,20 m |
| 6.     | Njemačka   | Jürgen Schult      | 63,12 m |
| 7.     | SSSR       | Dmitriy Shevchenko | 62,90 m |
| 8.     | Kuba       | Roberto Moya       | 61,44 m |

| Mjesto | Država     | Atletičarka            | Duljina      |
| ------ | ---------- | ---------------------- | ------------ |
| 1.     | Bugarska   | Tsvetanka Khristova    | 71,02 m      |
| 2.     | Njemačka   | Ilke Wyludda           | 69,12 m      |
| 3.     | SSSR       | Larisa Mikhalchenko    | 68,26 m      |
| 4.     | Njemačka   | Martina Opitz-Hellmann | 67,14 m      |
| 5.     | Australija | Daniela Costian        | 66,06 m (OC) |
| 6.     | NR Kina    | Min Chunfeng           | 65,56 m      |
| 7.     | SSSR       | Iryna Jatsjanka        | 64,92 m      |
| 8.     | NR Kina    | Zhao Yonghua           | 63,62 m      |

#### Bacanje kugle
| Mjesto | Država      | Atletičar          | Duljina |
| ------ | ----------- | ------------------ | ------- |
| 1.     | Švicarska   | Werner Günthör     | 21,67 m |
| 2.     | Norveška    | Lars Arvid Nilsen  | 20,75 m |
| 3.     | SSSR        | Aleksandr Klimenko | 20,34 m |
| 4.     | Njemačka    | Oliver-Sven Buder  | 20,10 m |
| 5.     | SSSR        | Sergey Nikolayev   | 19,98 m |
| 6.     | Švedska     | Kent Larsson       | 19,92 m |
| 7.     | Jugoslavija | Dragan Peric       | 19,83 m |
| 8.     | SAD         | Ron Backes         | 19,34 m |

| Mjesto | Država   | Atletičarka         | Duljina |
| ------ | -------- | ------------------- | ------- |
| 1.     | NR Kina  | Huang Zhihong       | 20,83 m |
| 2.     | SSSR     | Natalja Lisovskaja  | 20,29 m |
| 3.     | SSSR     | Svetlana Kriveljova | 20,16 m |
| 4.     | Njemačka | Claudia Losch       | 19,74 m |
| 5.     | NR Kina  | Zhou Tianhua        | 19,64 m |
| 6.     | Njemačka | Stephanie Storp     | 19,50 m |
| 7.     | SSSR     | Marina Antonyuk     | 19,12 m |
| 8.     | Njemačka | Kathrin Neimke      | 18,83 m |

#### Bacanje kladiva
| Mjesto | Država    | Atletičar          | Duljina |
| ------ | --------- | ------------------ | ------- |
| 1.     | SSSR      | Joeri Sedych       | 81,70 m |
| 2.     | SSSR      | Igor Astapkovich   | 80,94 m |
| 3.     | Njemačka  | Heinz Weis         | 80,44 m |
| 4.     | Mađarska  | Tibor Gécsek       | 78,98 m |
| 5.     | SSSR      | Andrej Abduvalijev | 78,30 m |
| 6.     | Francuska | Walter Ciofani     | 76,48 m |
| 7.     | SAD       | Ken Flax           | 75,98 m |
| 8.     | Francuska | Raphaël Piolanti   | 73,64 m |

### Višeboj

#### Desetoboj / Sedmoboj
| Mjesto | Država      | Atletičar         | Bodovi    |
| ------ | ----------- | ----------------- | --------- |
| 1.     | SAD         | Dan O'Brien       | 8812 (KR) |
| 2.     | Kanada      | Mike Smith        | 8549      |
| 3.     | Njemačka    | Christian Schenk  | 8394      |
| 4.     | Češka       | Robert Změlík     | 8379      |
| 5.     | Finska      | Petri Keskitalo   | 8318      |
| 6.     | Novi Zeland | Simon Poelman     | 8267      |
| 7.     | SSSR        | Eduard Hämäläinen | 8233      |
| 8.     | Španjolska  | Antonio Peñalver  | 8200      |

| Mjesto | Država    | Atletičarka         | Bodovi    |
| ------ | --------- | ------------------- | --------- |
| 1.     | Njemačka  | Sabine Braun        | 6672      |
| 2.     | Rumunjska | Liliana Nastase     | 6493      |
| 3.     | SSSR      | Irina Belova        | 6448      |
| 4.     | Finska    | Satu Ruotsalainen   | 6404      |
| 5.     | Alžir     | Yasmina Azzizi      | 6392 (AF) |
| 6.     | Poljska   | Urszula Wlodarczyk  | 6391      |
| 7.     | Njemačka  | Peggy Beer          | 6380      |
| 8.     | SSSR      | Tatyana Zhuravlyova | 6370      |

## Značenje kratica
- WR: Svjetski rekord
- KR: Rekord prvenstava
- NR: Nacionalni rekord
- ER: Europski rekord
- AF: Afrički rekord
- AS: Azijski rekord
- OC: Oceanijski rekord
- DSQ: Diskvalifikacija

## Vanjske poveznice
- IAAF-ovi službeni rezultati  Arhivirana inačica izvorne stranice od 12. prosinca 2004. (Wayback Machine)